# Jasmin Repeša
Jasmin Repeša (Čapljina, 1º giugno 1961) è un allenatore di pallacanestro jugoslavo, dal 1992 croato; dal 2025 è coach di Cedevita Junior.

## Carriera

### Giocatore
Da giocatore ha sempre vestito la maglia del Borac Čapljina e fu compagno di squadra, nonché capitano, di giocatori come Teoman Alibegović e Zoran Savić.

### Allenatore
Al termine della carriera agonistica prende il diploma di allenatore a Ragusa e dal 1992 al 1994 ricopre la carica di assistente allenatore al Cibona, dove viene mandato ad allenare il Dona, squadra satellite dello stesso Cibona. In questi anni ha il merito di scoprire e far crescere giovanissimi talenti quali Giricek, Rimac e Prkacin, portandoli fino alla finale, proprio contro il Cibona da cui dipendeva e fu quindi costretto a non vincere. L'anno successivo gli viene affidata la panchina della prima squadra, e lui portò con sé praticamente tutti i suoi ragazzi. In due anni, dal 1995 al 1997, conquistò altrettanti titoli croati, nonché una coppa nazionale, oltre alla medaglia di bronzo agli Europei del 1995 come assistente della nazionale croata. 
Nel 1997 accetta l'offerta dei turchi del Tofaş Bursa e in tre stagioni in Turchia, dal 1997 al 2000, conquista due volte il campionato turco e la coppa nazionale e una volta la Coppa del Presidente, battendo ripetutamente i colossi Efes Pilsen e Ülker Istanbul. Dopo una stagione a Spalato (2000-01) ritorna al Cibona, ma soltanto per un breve periodo.

Repeša nel 2002-03 alla guida della Fortitudo Bologna

Dal novembre 2002 guida la Fortitudo Bologna, dove in quattro campionati conquista altrettante finali scudetto (vincendone una nella stagione 2004-05). Nel 2005 vince la Supercoppa italiana (battendo la Benetton Treviso). Nella stagione 2003-04 guida la squadra bolognese fino ad una impronosticabile Final Four di Eurolega, venendo però sconfitto in finale dai padroni di casa del Maccabi Tel Aviv. In questi anni di permanenza a Bologna ha avuto il merito di far crescere dei giovani quali Stefano Mancinelli, Marco Belinelli ed Erazem Lorbek facendoli debuttare sul palcoscenico italiano e internazionale e ottenendo da essi ottimi risultati, tanto che nel corso della stagione 2005-06 proprio questi tre giovani sono diventati delle colonne portanti all'interno della squadra.
Dopo un cambiamento di gestione nella squadra bolognese, per la stagione 2006-07 passa alla guida della Lottomatica Roma. Nel dicembre 2006 quando torna a Bologna, questa volta da avversario, il pubblico biancoblù gli regala momenti di commozione: 10 minuti di applausi ininterrotti con tanto di incoronazione sotto la Fossa dei Leoni. Dopo una crisi di risultati durante la stagione che lo porta a dare le dimissioni, rifiutate dal presidente della squadra romana Claudio Toti, porta i capitolini sia alle Top 16 di Eurolega che in semifinale scudetto, dove Roma si arrende 3-1 ai futuri campioni d'Italia della Montepaschi Siena; al termine della stagione rinnova con il club romano per altre tre stagioni. Si dimette dal ruolo di capo allenatore della Lottomatica Roma nel dicembre 2008, in seguito ad una serie di cinque sconfitte consecutive in campionato, nonostante la qualificazione matematica in anticipo alle Top 16 di Eurolega.
Dal 2006 al 2009 è allenatore, inoltre, della Croazia, con la quale ottiene due sesti posti, ai campionati europei di Spagna 2007 e alle Olimpiadi di Pechino 2008.
Dal 18 gennaio 2010 al 10 giugno 2011 Repeša è l'allenatore della Benetton Basket Treviso. Con la compagine biancoverde centra i play-off con l'8º posto nella sua prima stagione, mentre la seconda lo vede arrivare alle Final Four di EuroCup (disputate proprio a Treviso) e classificarsi 5º alla fine della regular season. Nei play-off supera Avellino nei quarti in 4 gare, ma in semifinale si deve arrendere alla Montepaschi Siena. Alla fine si separa consensualmente dalla Benetton Treviso. In seguito guida Cibona, Croazia, Málaga e Cedevita.
Il 26 giugno 2015 è annunciato come nuovo allenatore dell'Olimpia Milano. Il 21 febbraio 2016 vince le Final Eight battendo la Scandone Avellino e si aggiudica la Coppa Italia. Il 13 giugno 2016, alla guida dei milanesi, conquista il proprio secondo Scudetto italiano ad 11 anni di distanza dal primo successo tricolore. Il 25 settembre 2016 conquista la Supercoppa Italiana, primo trofeo della stagione 2016-17, battendo in finale ancora la Scandone Avellino. Il 19 febbraio 2017 vince la seconda Coppa Italia consecutiva sconfiggendo in finale la Dinamo Sassari.
Dopo un excursus nella stagione 2018-19 in Bosnia ed Erzegovina, poi conclusa in Montenegro, nella stagione 2019-20 rimane fuori dai campi di pallacanestro.
Il 23 giugno 2020 viene annunciato come nuovo coach della Victoria Libertas Pesaro, con un ingaggio triennale. 
Dopo un buon girone di andata, riesce a riportare la squadra alle Final Eight di Coppa Italia dopo 9 anni di assenza arrivando alla finale della competizione. 
Nel maggio successivo esercita il diritto di uscita dal contratto e il 24 maggio 2021 viene annunciato come head coach della Fortitudo Bologna, dove già aveva allenato in precedenza. Dopo aver fatto il pre-campionato decide di lasciare dopo solo una partita di regular season il suo incarico da capo allenatore.
Il 22 giugno 2022 viene annunciato il ritorno a Pesaro come capo allenatore, con un ingaggio triennale.
L'estate successiva, dopo un ottavo posto nella regular season ed essere stato eliminato ai quarti dei play-off da Milano, il rapporto con Pesaro si interrompe e a luglio 2023 assume l'incarico di direttore sportivo della Croazia. 
Il 10 luglio 2024 diventa capo allenatore del Trapani Shark.

## Palmarès
- Campionato croato: 6

Cibona Zagabria: 1995-96, 1996-97, 2001-02, 2011-12
Cedevita Zagabria: 2013-14, 2014-15
- Coppa di Croazia: 4

Cibona Zagabria: 1996, 2002
Cedevita Zagabria: 2014, 2015
- Campionato turco: 2

Tofaş: 1998-99, 1999-2000
- Coppa di Turchia: 2

Tofaş: 1999, 2000
- Campionato italiano: 2

Fortitudo Bologna: 2004-05
Olimpia Milano: 2016
- Coppa Italia: 2

Olimpia Milano: 2016, 2017
- Supercoppa italiana: 2

Fortitudo Bologna: 2005
Olimpia Milano: 2016